# Patria 1978-2008
Patria 1978-2008 è un saggio di Enrico Deaglio.

## Trama
Il libro tratta della storia d'Italia dal rapimento Moro al 2008 in 500 storie. La suddivisione è in anni, e ognuno porta in appendice un libro, una canzone e dei ricordi personali dell'autore. In appendice, una sezione bibliografica divisa per anni, intitolata Spunti, curiosità e fonti, a cura di Andrea Gentile.

## Edizioni
- Patria 1978-2008, Spunti curiosità e fonti a cura di Andrea Gentile, il Saggiatore, 2009,  p. 939, ISBN 978-88-428-1568-6.

## Premi
- Premio Pozzale Luigi Russo, su gonews.it. URL consultato il 30 giugno 2009 (archiviato dall'url originale il 21 giugno 2009). del Comune di Empoli